# Abbazia di Carracedo
L'abbazia di Santa Maria di Carracedo (in lingua spagnola Monasterio Santa María de Carracedo; Carracetum) è una ex abbazia cistercense nel territorio comunale di Carracedelo. Si trova nella comarca di El Bierzo, provincia di León, Comunità autonoma di Castiglia e León, nel nord-ovest della Spagna, a circa 12 km ad ovest di Ponferrada.
Nell'abbazia di Carracedo fu monaco sant'Egidio di Casaio, prima di trasferirsi in quella di San Martino di Castañeda, la quale era allora subordinata a quella di Carracedo.

## Storia

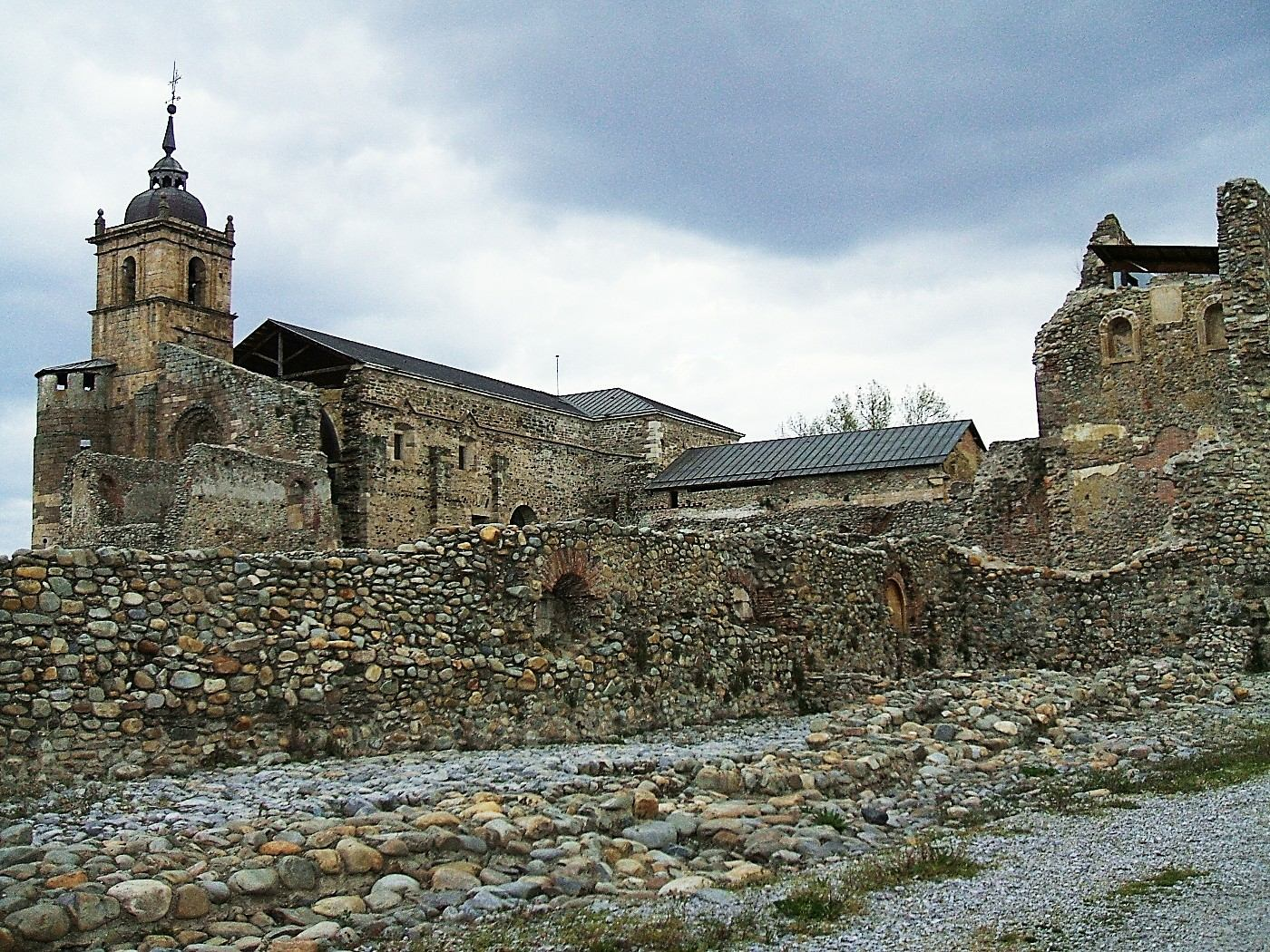
Veduta del chiostro

L'abbazia fu fondata nel 990 da Bermudo II di León e Galizia come luogo di fuga per i monaci mozarabi e consacrata a Gesù Salvatore. Nel 997 subì la distruzione quasi totale da parte di Almanzor. Nel 1138 l'infanta Sancha Raimundez (1102 - 1159), figlia di Raimondo di Borgogna e di Urraca di Castiglia, e sorella di Alfonso VII di León, promosse il restauro e il rinnovamento dell'abbazia, che presto prosperò. Nel 1203 passò all'Ordine cistercense e si sottomise come abbazia-figlia a quella di Cîteaux. Dopo un lungo sviluppo ininterrotto nel XIV secolo, si unì nel 1505 alla Congregazione cistercense castigliana, ma perse la commenda. All'inizio del XIX secolo ebbero inizio lavori di ampliamento, che però con lo scoppio della guerra d'indipendenza spagnola, si fermarono nel 1808. Con la secolarizzazione spagnola dei beni ecclesiastici, sotto il governo Juan Álvarez Mendizábal, l'abbazia fu chiusa nel 1835. In seguito l'edificio decadde sempre più finché il governo della provincia di León e la dicesi di Astorga non decisero il restauro di quanto rimaneva in piedi, che ebbe inizio nel 1988 e terminò nel 1991. Nel 1935 l'edificio era stato dichiarato Monumento storico nazionale.

## Edifici

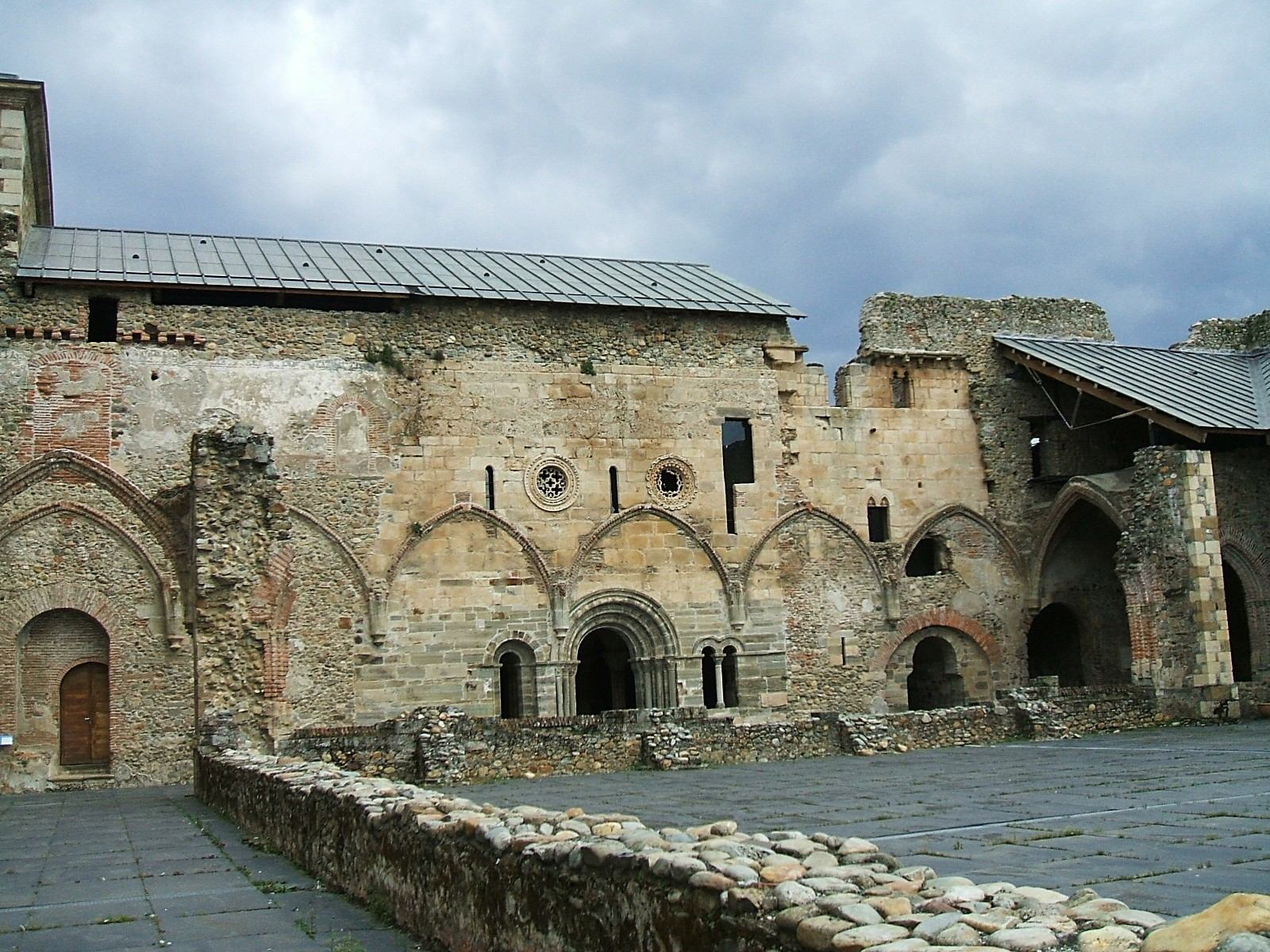
Resti del chiostro

La chiesa originale, in stile di transizione da romanico a gotico, con tre navate e altrettante absidi fu quasi completamente demolita per ricostruirla ad una sola navata in stile neoclassico. Della chiesa originaria sono rimasti, fra l'altro, un occhio di bue tardo-romanico e un timpano semicircolare con il Cristo Pantocratore. A sud della chiesa vi sono il chiostro con la sacrestia, la sala capitolare, con quattro colonne, ingresso romanico e volta tardo-gotica e parlatorio. Al di sopra della sala capitolare e del parlatorio vi sono gli spazi reali (Palacio Real) con il Mirador de la Reina, una terrazza coperta. Sul lato meridionale si trova il refettorio, risalente a fine XIII secolo. Nella biblioteca abbaziale vi sono oggi sale di esposizione. Il chiostro dell'ala degli ospiti fu realizzato verso il 1800. Dalla parte destra della corte vi sono ancora muri dell'ala dei novizi. Son rimasti anche la cucina e la porta fortificata.

## Abbazie figlie
L'abbazia di Carracedo ebbe più abbazie figlie:
- Abbazia di Villanueva de Oscos (1203–1835), a Villanueva de Oscos (Asturie)
- Abbazia di Belmonte (1206–1835), a Belmonte de Miranda (Asturie)
- Abbazia di Peñamaior (1225–1835), a Becerreá, in Galizia
- Abbazia di San Martin de Castañeda (1245–1835), a Galende (Castiglia e León).